# Comté de Codington
Pour les articles homonymes, voir Codington.
Le comté de Codington est un comté situé dans l'État du Dakota du Sud, aux États-Unis. En 2010, sa population est de 27 227 habitants. Son siège est Watertown.

## Histoire
Créé en 1877, le comté est nommé en l'honneur du révérend G. S. S. Codington, membre de la législature du territoire du Dakota.

## Villes du comté
- City : 
  - Watertown

- Towns :
  - Florence
  - Henry
  - Kranzburg
  - South Shore
  - Wallace

- Census-designated place :
  - Waverly

## Démographie
Selon l'American Community Survey, en 2010, 97,45 % de la population âgée de plus de 5 ans déclare parler l'anglais à la maison, 1,44 % l'espagnol, 0,51 % l'allemand et 0,60 % une autre langue.
| 1880  | 1890  | 1900  | 1910   | 1920   | 1930   |
| ----- | ----- | ----- | ------ | ------ | ------ |
| 2 156 | 7 037 | 8 770 | 14 092 | 16 549 | 17 457 |

| 1940   | 1950   | 1960   | 1970   | 1980   | 1990   |
| ------ | ------ | ------ | ------ | ------ | ------ |
| 17 014 | 18 944 | 20 220 | 19 140 | 20 885 | 22 698 |

| 2000   | 2010   | - | - | - | - |
| ------ | ------ | - | - | - | - |
| 25 897 | 27 227 | - | - | - | - |